# Гильом д’Омелас
Гийом (Гийем) д’Омелас (Guilhem d’Aumelas, Guillem d’Omelas (р. ок. 1100, ум. 1156) — сеньор Омеласа, граф Оранжа (по правам жены).
Второй сын Гийема V, сеньора Монпелье (ум. 1121) и его жены Эрмессенды, - вероятно, дочери графа Пьера I де Мельгёйля.
Вместе с отцом участвовал во взятии Майорки (1114) и последующем паломничестве в Святую Землю.
После смерти отца унаследовал сеньорию Омелас, выделенную из сеньории Монпелье, и земли в диоцезе Магелонна. Также с 1121 сеньор Сен-Понса.
В 1138 году был одним из основателей аббатства Валмань.
Завещание составлено в марте 1156 года. В том же году, не позднее мая, Гийем д’Омелас умер.
Жена (свадьба 1129/1130) — Тибурж Оранская (ум. после 1146), дочь Рембо II Оранского, наследница графства Оранж, вдова Жеро Адемара. Известно трое их детей:
- Рембо Оранский (1140/45-1173), трубадур
- Тибуржетта, с 1147 г. жена Адемара де Мюрвьеля, получила в приданое сеньорию Омелас
- Тибурж II Оранская (ок. 1130—1198), трубадур, графиня Оранжа.